# تيد هاوورث
تيد هاوورث (بالإنجليزية: Ted Haworth)‏ هو مخرج فني أمريكي، ولد في 26 سبتمبر 1917 في كليفلاند في الولايات المتحدة، وتوفي في 18 فبراير 1993 في بروفو في الولايات المتحدة.

## وصلات خارجية
- تيد هاوورث على موقع IMDb (الإنجليزية)
- تيد هاوورث على موقع أول موفي (الإنجليزية)
- تيد هاوورث على موقع قاعدة بيانات الفيلم (الإنجليزية)